# James Hamilton (1475-1529)
James Hamilton, 1e graaf van Arran en 2e Lord Hamilton (ca. 1475 – 1529) was een Schots  adellijk persoon en een volle neef van Jacobus IV van Schotland.

## Biografie
Hij was de enige zoon van James Hamilton, 1e Lord Hamilton en zijn echtgenote, Mary Stewart, gravin van Arran. Maria was een dochter van koning Jacobus II van Schotland en zijn echtgenote Maria van Gelre en was een zuster van koning Jacobus III van Schotland.